# 리누스 산드그렌
리누스 산드그렌(스웨덴어: Linus Sandgren, 1972년 12월 5일 ~ )은 스웨덴의 촬영 감독이다.

## 생애
1995년 연극배우로 첫 데뷔를 하였다가 2000년 연극배우에서 촬영 감독으로 전향, 이후 거스 밴샌트 감독의 《프라미스드 랜드》(2012)로 할리우드 데뷔 후 데이비드 O. 러셀 감독의 《아메리칸 허슬》(2013)과 《조이》(2015)로 호평받았다. 데이미언 셔젤 감독의 《라라랜드》(2016)로 다수의 영화상을 휩쓸었다.

## 연출 작품 목록

### 영화
| 연도 | 제목            | 원제                     | 감독             | 비고 |
| ---- | --------------- | ------------------------ | ---------------- | ---- |
| 2012 | 프라미스드 랜드 | Promised Land            | 거스 밴샌트      |      |
| 2013 | 아메리칸 허슬   | American Hustle          | 데이비드 O. 러셀 |      |
| 2014 | 로맨틱 레시피   | The Hundred-Foot Journey | 라세 할스트룀    |      |
| 2015 | 조이            | Joy                      | 데이비드 O. 러셀 |      |
| 2016 | 라라랜드        | La La Land               | 데이미언 셔젤    |      |
|      | 성 대결         | Battle of the Sexes      | 조너선 데이턴    |      |